# Legado (álbum de Marcos Witt)
Legado (inicialmente, llamado Legado: generaciones adorando) es el nombre del álbum de estudio del cantante mexico-estadounidense de música cristiana Marcos Witt. El álbum recopila canciones compuestas por el artista, en colaboración con diferentes cantantes de música cristiana contemporánea, y distintos ritmos entre blues, clásica y pop.
De este álbum, se desprenden algunos sencillos como «Poderoso», «Al estar aquí», «Mas el Dios de toda gracia / Quiero levantar mis manos», entre otros. En este álbum, están incluidas las participaciones de Miel San Marcos, Montesanto, Un Corazón, Indiomar, Taya, por mencionar algunos.

## Antecedentes
El salmista y pastor Marcos Witt sorprendió a sus seguidores con el anuncio de su próximo álbum de estudio titulado «LEGADO: Generaciones Adorando». Este proyecto busca celebrar y continuar el legado de la adoración a través de las nuevas generaciones de músicos cristianos.

## Lista de canciones
- 1. Al Estar Aquí - Marcos Witt & TAYA
- 2. Al Que Es Digno - Marcos Witt & Living
- 3. Cuán Bello Es El Señor - Marcos Witt & Saraí Rivera
- 4. Tu Mirada / Hermoso Eres - Marcos Witt & ECCOS
- 5. Escucharte Hablar / Dios Ha Sido Bueno - Marcos Witt, Indiomar & Dariana
- 6. Gracias / Tu Fidelidad - Marcos Witt & Un Corazón
- 7. Mas El Dios De Toda Gracia / Quiero Levantar Mis Manos - Marcos Witt & Montesanto
- 8. Poderoso - Marcos Witt, Kike Pavón & Factor de Cambio
- 9. Renuevame / Tu Amor Por Mi - Marcos Witt, Elena Witt-Guerra & Krystal Guerra Witt
- 10 Temprano Yo Te Buscaré / Yo Te Busco - Marcos Witt, Miel San Marcos & Waleska Morales
- 11 Enciende Una Luz - Marcos Witt, Un Corazón & Saraí Rivera Ft. Dariana, ECCOS, Elena Witt-Guerra, Factor de Cambio, Indiomar, Kike Pavón, Krystal Guerra Witt, Living, Miel San Marcos, Montesanto, TAYA & Waleska Morales